# Estelle Satabin
Estelle Satabin, née le 19 janvier 1949 à Compiègne et morte le 17 avril 1995 à Libreville, est une laïque consacrée française, créatrice au Gabon d'une fondation consacrée aux mourants et aux victimes du sida.

## Biographie
Yvette Satabin, fille de Pierre et Marie-Jeanne Satabin, naît le 19 janvier 1949 à Compiègne, deuxième d’une famille de trois filles. Adolescente, elle aime la mode, et sa mère s’inquiète. Yvette envisage de se suicider, mais y renonce. Elle part alors pour Paris chez sa tante et change de prénom. Yvette se fait appeler désormais Estelle, son troisième prénom d'état-civil et prénom de sa grand-mère paternelle.
En 1965, à l'âge de 16 ans, lors d'une retraite, elle rencontre à Châteauneuf-de-Galaure Marthe Robin qui deviendra sa confidente et amie intime. C'est au cours de cette retraite, et grâce à ses discussions avec la célèbre mystique qu'Estelle aura sa vocation d'infirmière. Elle commence alors des études d'infirmière à l'hôpital Necker, à Paris, où elle s'occupe du service de pédiatrie avec les prématurés, et elle obtient une bourse scolaire et doit ainsi rester cinq ans comme infirmière à l'hôpital Necker. À la fin de son contrat de cinq ans, elle entre aux Foyers de charité, en 1973. 
La proximité avec la communauté de l'Arche, à Trosly-Breuil dans l'Oise lui permet de connaître le père Thomas Philippe. Elle veut se consacrer aux plus pauvres et aux mourants, appuyée par Marthe Robin. Elle part alors en 1977 pour le Gabon.
Un statut particulier[Lequel ?] au sein des Foyers de charité permet à Estelle de postuler à un poste d’infirmière à l’hôpital de Melen, non loin de Libreville. Elle choisit de s’occuper du pavillon « Batouala », secteur de la gériatrie où le plus gros de son travail consiste à laver les impotents et à les soigner. Plus tard,  des prisonniers enchaînés, non malades, seront mis à sa disposition[pas clair] pour faciliter manutention et soins. Elle reçoit la visite privée du pape Jean-Paul II en 1983 lors d'un voyage de celui-ci au Gabon.
L'archevêque du Gabon, monseigneur Anguilè, l'aide dans la construction d'une fondation où elle s'occupe des mourants, puis à partir de 1989 des malades du sida, maladie qui se propage rapidement dans le pays. Les dons affluent de France et d’Afrique. En 1994, l’ambassadeur de France - représentant le président de la république Française François Mitterrand -  la fait chevalier de l’Ordre national du Mérite. Elle reçoit des aides et fin 1994 une association est fondée pour la soutenir : « L’association des amis d’Estelle et de la Fraternité Saint-Jean ». L’ordre souverain de Malte la nomme à son tour chevalier de l’ordre hospitalier en 1995. Estelle Satabin recueille de plus en plus d'enfants dont les mères sont atteintes du sida.
Épuisée physiquement et mentalement, elle meurt, à Libreville à 46 ans, le 17 avril 1995.
En 1996, le service de Mélen[évasif] est reconnu par le ministère de la Santé comme service à part entière de l'hôpital régional de Melen.
Estelle Satabin est enterrée dans sa fondation.